# Vicente Dualde
Vicente Dualde Furió (Valencia, 1851 - 1917) fue un abogado y político de la Comunidad Valenciana, España.
Se licenció en Derecho en la Universidad de Valencia, donde también fue líder de la Juventud Republicana y seguidor de Manuel Ruiz Zorrilla. También fue director de El Mercantil Valenciano (1873 y 1875-1878), abogado de gran prestigio y presidente de Lo Rat Penat de 1910 a 1912.
Políticamente, fue concejal del Ayuntamiento de Valencia por el Partido Republicano Progresista entre 1883 y 1891, diputado provincial en 1889, primer síndico del Ayuntamiento de Valencia y diputado a Cortes Españolas por Valencia en las elecciones generales de 1893 por una coalición republicana. Cuando Ruiz Zorrilla rompió con Nicolás Salmerón, Dualde fundó su propio diario, El Progreso. En las elecciones posteriores a las que se presentó fue derrotado tanto por el blasquismo como por los federalistas y Unión Republicana. Fue padre de Joaquín Dualde, ministro de Instrucción Pública y Bellas Artes durante la Segunda República.